# Drogueria Rovira
La Drogueria Rovira, també anomenada l'Antiga Drogueria Galvany, és una botiga oberta el 1910 per Jaume Rovira i Creixell a l'avinguda de la República Argentina de Barcelona, que té com a reclam «Droguerías, Aceites y Jabones», on es venen tota mena de productes al detall. Després d'un periple per Sarrià - Sant Gervasi, primer al carrer de Pàdua i més tard al carrer de Saragossa, s'inaugura l'establiment al llavors anomenat carrer de Molins de Rei, actualment Madrazo.
La botiga, ja regentada per Ramon Rovira, fill del fundador, pren el nom del barri i es converteix en Drogueria Galvany. És el principi d'un negoci familiar que dura gairebé un segle. Situada prop d'un mercat emblemàtic, va posar a l'abast de la clientela tota mena de productes de neteja i ferreteria. La preparació manual de pintures «a la carta», la venda a granel de dissolvents, desgreixadors i ceres van donar a la Drogueria Galvany fama de resoldre qualsevol problema de la llar.
Aquesta fidelització dels clients va ser possible gràcies al bon tracte personal i l'estima pel negoci mantinguts a través de les quatre generacions de la família Rovira fins a arribar als actuals gestors: Montserrat Rovira i el seu fill, Ramon Segarra. De les seves existències es destaca la varietat, amb més de 3000 productes diferents que permeten donar servei a un ample ventall d'aplicacions.
Aquests cent anys de tradició comercial i voluntat emprenedora fan de la Drogueria Galvany un referent no tan sols a Barcelona, sinó fins i tot a la resta de l'Estat. El 2006 va rebre la Medalla d'Honor de Barcelona. Va rebre la consideració de Premi Nacional de Comerç 2022 per part del Consorci de Comerç, Artesania i Moda pertanyent a la Generalitat de Catalunya.